# Leopold Josef z Lambergu
Leopold Josef hrabě z Lambergu (německy Leopold Joseph Graf von Lamberg, 13. května 1654, Ottenstein – 28. června 1706, Vídeň) byl rakouský šlechtic a diplomat ve službách Habsburků. V dětském věku byl za zásluhy otce povýšen na hraběte (1667). Uplatnil se v době dynastických válek na přelomu 17. a 18. století, jako císařský velvyslanec u Svatého stolce (1700–1705) proslul okázalým vystupováním. Byl rytířem Řádu zlatého rouna, díky dědictví a sňatku vlastnil rozsáhlé statky v Dolním Rakousku.

## Životopis

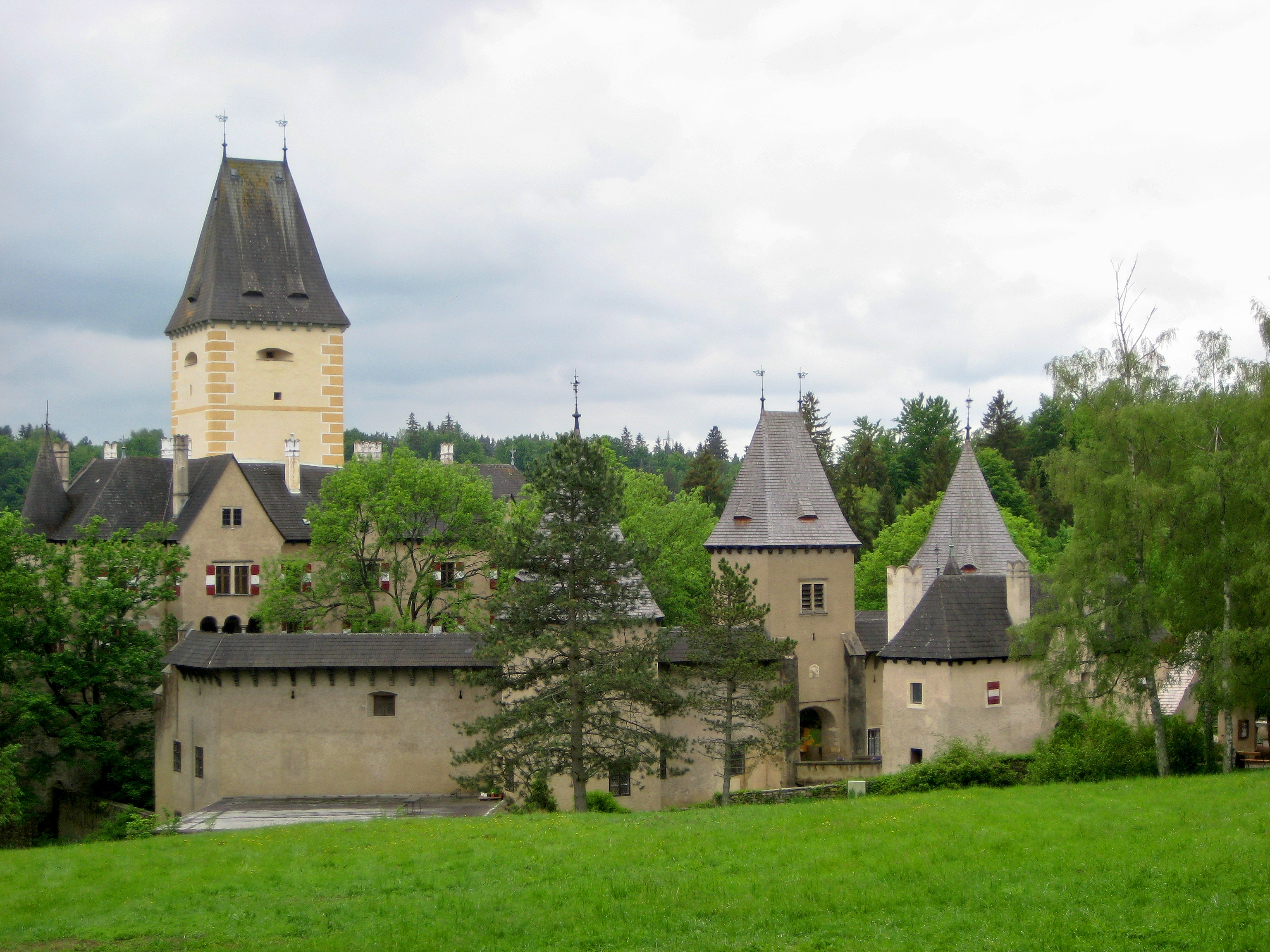
Hrad Ottenstein v Dolním Rakousku

Pocházel ze starého šlechtického rodu Lambergů, byl nejstarším syn Jana Františka z Lambergu (1618–1666) a jeho manželky Marie Konstancie, rozené z Questenberka (1624–1687). Po předčasném úmrtí otce byl vychováván matkou, spolu s mladšími bratry a dalšími příbuznými získal v roce 1667 titul hraběte. Spolu s mladším bratrem Karlem Adamem (1655–1689), který padl za devítileté války, absolvoval kavalírskou cestu po Evropě (1674–1677). Navštívili Itálii (delší dobu pobývali v Římě, Florencii a Turínu), poté přes Švýcarsko a německé země odcestovali do Holandska a Španělského Nizozemí. Od prosince 1676 do května 1677 pobývali v Paříži, odkud podnikli také návštěvu Londýna. Přes Francii a Švýcarsko se po Dunaji vrátili do Vídně.
Leopold Josef po návratu ke dvoru vstoupil do diplomatických služeb. Byl císařským komořím a později získal titul tajného rady. V letech 1691–1699 byl císařským vyslancem u říšského sněmu v Řezně, mezitím usiloval také o vysoký úřad u dvora. Za funkci nejvyššího dvorského maršálka byl v roce 1694 ochoten zaplatit 50 000 zlatých. Vysoké výdaje byly spojeny i s jeho diplomatickou činností. Od ledna 1700 do července 1705 byl císařským velvyslancem v Papežském státě, v roce 1700 získal Řád zlatého rouna. Jako diplomat pobíral od dvorské komory plat ve výši 1 500 zlatých, obrovské náklady na reprezentaci ale pokrýval z vlastních prostředků a úvěrů. Jeho okázalý slavnostní vjezd do Říma stál 100 000 zlatých a současníci zaznamenali detaily typu stříbrných podkov u koní. Lamberg se krátce poté zasloužil o udělení hodnosti kardinála po dlouhé době biskupovi neitalského původu (shodou okolností jím byl jeho vzdálený příbuzný, pasovský biskup Jan Filip z Lambergu). Zajišťoval také přístup k papežskému dvoru šlechticům z habsburské monarchie pobývajícím v Římě. V září 1700 se jako císařův zástupce zúčastnil konkláve, které zvolilo papežem Klementa XI. Důležitou diplomatickou úlohu měl poté během probíhající války o španělské dědictví. Misi ve Vatikánu ukončil v červenci 1705 a vrátil se do Vídně. Byl jmenován členem tajné státní konference a obdržel roční penzi ve výši 2 000 zlatých, zemřel o rok později ve Vídni.
Kromě dědictví po otci (Ottenstein) získal značný majetek sňatkem. V roce 1679 se oženil s hraběnkou Kateřinou Eleonorou ze Sprinzensteinu (1660–1704), která byla dědičkou rozsáhlých statků v Dolním Rakousku v oblasti Podyjí (Waidhofen, Drosendorf). Kateřina získala darem od papeže Klementa XI. ostatky sv. Valentýny uložené později na zámku Drosendorf. Z jejich manželství pocházely tři děti, dvě z nich zemřely v dětství. Dědicem se stal syn Karel Josef (1686–1743), který nechal přestavět palác ve Vídni, taktéž dědictví po rodu Sprinzensteinů. Potomstvo v této linii užívalo příjmení Lamberg-Sprinzenstein.